# North American P-51 Mustang
P-51 Mustang — американский одноместный истребитель дальнего радиуса действия периода Второй мировой войны.

## История
Самолёт был разработан и произведён компанией North American по заказу правительства Великобритании в кратчайшие сроки. Первый прототип NA-73X поднялся в воздух 26 октября 1940 года, спустя всего лишь 117 дней с момента размещения заказа на его производство. Одной из отличительных особенностей самолёта был впервые применённый ламинарный профиль крыла NAA/NACA 45-100, разработанный North American Aviation вместе с NACA на основании профилей NACA 6-й серии, что обещало значительное снижение коэффициента лобового сопротивления на высокой скорости полёта.
Ранние модификации самолёта снабжались двигателем Allison V-1710, обеспечивавшим прекрасные характеристики при полёте на малой высоте, но совершенно непригодном для полётов на высотах выше 4600 метров.
В апреле 1942 года, по результатам тестов британских испытателей высотные характеристики истребителя были признаны неудовлетворительными, и встал вопрос о его замене другой моделью. Но эксперты были настолько впечатлены его маневренностью и скоростью на малых высотах, что решили пригласить специалистов из компании Rolls-Royce для дальнейших консультаций. В результате этого сотрудничества самолёт стал, в дальнейшем, оснащаться двигателем Rolls-Royce Merlin и его американским аналогом Packard V-1650. Замена двигателя позволила значительно улучшить высотные характеристики истребителя, сохранив все его преимущества при полётах на малой высоте.

## Боевое применение

### Вторая мировая война
Во время Второй мировой войны, с 1942 года, «Мустанги» начали активно использоваться в Королевских ВВС Великобритании. Они патрулировали над Ла-Маншем и вылетали на штурмовку наземных целей в северной Франции.
Первый воздушный бой «Мустанг» провёл 27 июля 1942 над Дьепом. В этом вылете был атакован парой FW-190 и потерян первый «Мустанг», которым управлял американский пилот-доброволец Холлис Хиллис из 414-й эскадрильи Королевских ВВС. 19 августа 1942 года Р-51А вместе со «Спитфайрами» прикрывали зону высадки десанта во время операции «Юбилей» — высадки британских войск в порт Дьеп, где он довольно неплохо показал себя в боях (в Дьепе пилоты P-51 сбили два немецких самолёта, при этом 11 «Мустангов» было потеряно).
С начала 1944 года «Мустанги» начали использоваться как самолёты-разведчики и истребители прикрытия для дальних бомбардировщиков, наносивших удары по территории Германии. Возможность установки дополнительных топливных баков и улучшенные высотные характеристики делали их лучшими истребителями эскорта того времени. Используя топливо из подвесных баков, «Мустанг» мог сопровождать бомбардировщики, взлетавшие с баз Восточной Англии, для нанесения ударов по Берлину и другим германским городам. В небе над Берлином «Мустанг» сбрасывал подвесные баки для увеличения скорости и имел ещё достаточно топлива во внутренних баках для 15 минут воздушного боя на полном газе и последующего возвращения на базу.
Появление в небе над Германией «Мустангов» сильно ухудшило ситуацию для ПВО Третьего рейха, поскольку с этого момента немецким истребителям приходилось бороться с американскими истребителями, связывавшими их атаками при взлёте, наборе высоты и попытках перехвата соединений союзной бомбардировочной авиации. 4 марта 1944 года P-51 прикрывали первый налёт американской авиации на Берлин, при этом 23 «Мустанга» были сбиты немецкими истребителями.

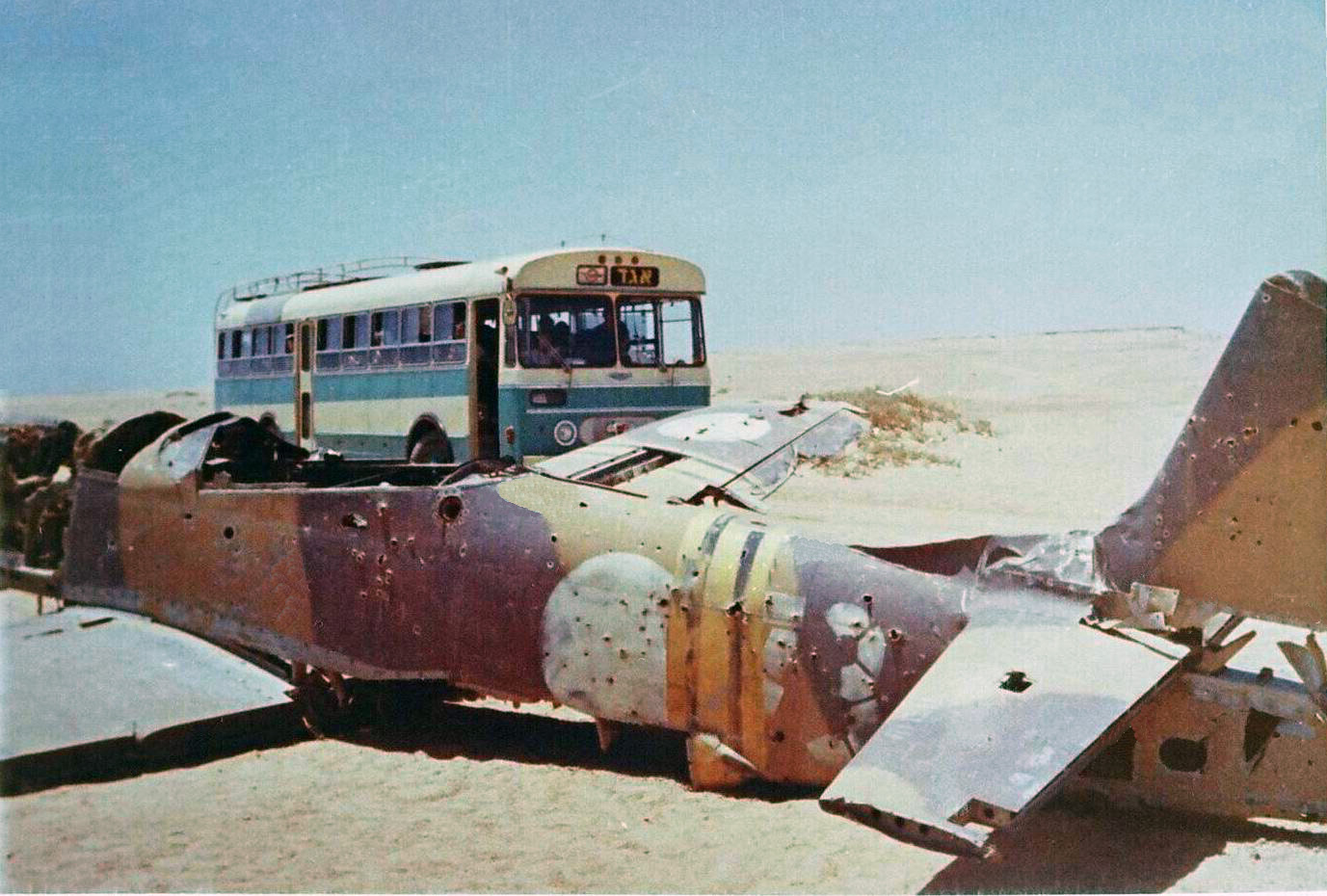
Сбитый в ходе Суэцкого кризиса израильский «Мустанг»

В этом же качестве «Мустанги» применялись и на Тихом океане против Японии. Большие потери были понесены в «чёрную пятницу» 1 июня 1945 года: из 148 «Мустангов», отправившихся в налёт на Осаку, 27 были потеряны (все — из-за технических неполадок или плохой погоды), 1 пилот погиб и ещё 24 пропали без вести, при этом был сбит только 1 японский самолёт.
Общие боевые потери «Мустангов» на европейском театре военных действий составили 2520 машин. Среди пилотов Люфтваффе наиболее успешными борцами с «Мустангами» были Вильгельм Штейнман (12 сбитых), Гейнрих Бартелс (11), Хайнц Бэр (10), Франц Шалль (10), Вильгельм Хоффманн (10). Семь сбитых «Мустангов» имел на своём счету Эрих Хартманн, самый результативный немецкий лётчик-истребитель.

### Арабо-израильский конфликт
В ходе первой арабо-израильской войны Израиль получил из США осенью 1948 года два первых истребителя P-51D «Мустанг».
20 ноября 1948 года израильский пилот Вейн Пик одержал первую и единственную воздушную победу с помощью истребителя P-51 в истории ВВС Израиля, сбив британский безоружный самолёт DH.98 Mosquito. Британский самолёт был перехвачен на высоте 8500 метров, был поражён очередью из 45 снарядов, потерял управление и рухнул у Ашдода. Британский экипаж в составе флайт офицеров Эрика Рейнольдса и Ангуса Лава погиб.
12 декабря 1954 года сирийский пассажирский самолёт DC-3 Dacota, совершавший рейс Дамаск-Каир, во время полёта над Средиземным морем в 120 километрах от берега был перехвачен истребителями P-51 Mustang ВВС Израиля. Авиалайнер под угрозой сбития истребители заставили приземлиться на израильской авиабазе Лод. Из 10 пассажиров и членов экипажа, находившихся на борту, были задержаны 9, десятый американский пассажир был сразу отпущен, при этом он потом и рассказал, что атака произошла в международном воздушном пространстве. Остальные 9 задержанных пассажиров и членов экипажа использовались в качестве заложников для выкупа израильских военнопленных.

### Гражданская война в Китае
Большое количество «Мустангов» США поставили гоминьдановской стороне, которые потом использовались в боях.
2 апреля 1950 года над Шанхаем пара P-51 (ведущий майор Ли Канг Чай) вступила в воздушный бой с парой истребителей Ла-11, пилотируемых советскими пилотами. В результате боя оба «Мустанга» были сбиты огнём одного из Ла-11.
В ходе боевых действий коммунисты в качестве трофеев захватили 39 истребителей P-51.

### Война в Корее
После Второй мировой войны наиболее активно P-51 использовались в ходе войны в Корее.
28 ноября 1950 года по аэродрому в Пхеньяне нанесли удар два биплана По-2 ВВС КНДР. Бомбами накрыло ряд истребителей F-51 ВВС США, В результате 11 американских истребителей было тяжело повреждено, 3 из них были потеряны безвозвратно
.
Итоговые потери были тяжёлые, согласно официальному американскому документу «USAF Statistical Digest FY1953» в войне ВВС США потеряли 356 обычных «Мустангов»(332 F-51, 24 RF-51, погибло около 300 пилотов), из которых было потеряно в бою 300 F-51, 22 RF-51, потеряно в инцидентах 32 F-51, 2 RF-51. 28 «Мустангов» было сбито советскими истребителями МиГ-15 и 12 китайскими МиГ-15, ещё советские «МиГи» сбили два двойных «Мустанга» и китайские «МиГи» один.
ВВС ЮАР в войне использовала 94 F-51 в составе 2-й эскадрильи. Эскадрилья в ходе войны была практически полностью уничтожена, потеряв 74 «Мустанга» и 42 лётчика.
ВВС Южной Кореи в ходе войны потеряли больше половины F-51, их потери составили 68 машин.
ВВС Австралии использовали F-51 в составе 77-й эскадрильи, из которых около 22 было потеряно.
Таким образом, в ходе основной фазы войны было потеряно 540 истребителей F-51.
После объявления перемирия
Использовались «Мустанги» и дальше, так же как и продолжали нести потери:
- 19 октября 1953 года лётчик капитан Ким Сун-Бай угнал в КНДР истребитель F-51D ВВС Южной Кореи. В составе ВВС КНДР Сун-Бай был повышен до звания майора[22][23];
- 7 ноября 1956 года пара F-51D ВВС Южной Кореи вторглась на территорию КНДР, в результате чего произошёл воздушный бой с северокорейскими истребителями МиГ-15. В результате боя один F-51 был сбит, пилот подполковник Паэк Чан Хьюн пропал без вести, второй F-51 получил множественные повреждения, но пилот старший лейтенант Ким Ча Юл смог выйти из боя и вернуться на аэродром[22].

### Суэцкий кризис
29 ноября 1956 года израильская армия при поддержке самолётов P-51 вторглась на территорию синайского полуострова. За 9 дней вторжения «Мустанги» совершили 184 боевых вылета при безвозвратной потере 14 P-51, в среднем один самолёт терялся за каждые 13 вылетов. 9 P-51 было сбито, 1 из которых был сбит в воздушном бою истребителем МиГ-15, ещё 5 «Мустангов» были списаны из за повреждений, 2 пилота погибло и 1 попал в плен.

### Инцидент у побережья Кубы
25 августа 1962 года истребитель P-51D ВВС Доминиканской Республики был сбит истребителем МиГ, после нарушения кубинского воздушного пространства. Доминиканский пилот лейтенант Луис Альберто Мартинез Ринкон числится пропавшим без вести.

## Аварии и катастрофы
Впоследствии большое число «Мустангов» перешло в гражданское пользование для участия в авиационных шоу и различных соревнованиях.
16 сентября 2011 года во время одного такого шоу в американском штате Невада самолёт Р-51 «Мустанг» рухнул на толпу наблюдавших за соревнованиями зрителей, в результате чего 11 человек погибли и ещё 69 получили ранения.

## В СССР
Во время Второй мировой войны в ходе поставок по ленд-лизу СССР были предоставлены 10 «Мустангов», поступившие в НИИ ВВС для ознакомления. Несмотря на свою большую скорость и дальность полёта, восторга у советских лётчиков «Мустанг» не вызвал: здесь бои шли на средних высотах близ линии фронта; для чего более подходящей являлась «Аэрокобра», имевшая высокую маневренность. Дальнейших поставок P-51 в СССР не было.

## Лётно-технические характеристики

P-51 Mustang в трёх проекциях

Приведены характеристики модификации P-51D.
Источник данных: Ильин, 1996, стр. 24; Loftin, 1985; Котельников, 2010, стр. 55-61.

Технические характеристики
- Экипаж: 1 (пилот)
- Длина: 9,83 м
- Размах крыла: 11,27 м
- Высота: 4,16 м
- Площадь крыла: 21,83 м²
- Коэффициент удлинения крыла: 5,86
- Масса пустого: 3466 кг
- Нормальная взлётная масса: 4585 кг
- Максимальная взлётная масса: 5493 кг
- Объём топливных баков: 1000 л
- Силовая установка: 1 × 12-цилиндровый V-образный жидкостного охлаждения Packard V-1650-7
- Мощность двигателей: 1 × 1450 л. с. (1 × 1066 кВт (взлётная))
- Воздушный винт: четырёхлопастной «Hamilton Std.»
- Диаметр винта: 3,4 м
- Коэффициент лобового сопротивления при нулевой подъёмной силе: 0,0163
- Эквивалентная площадь сопротивления: 0,35 м²

Лётные характеристики
- Максимальная скорость:  
  - на уровне моря 600 км/ч
  - на высоте: 704 км/ч
- Крейсерская скорость: 580 км/ч[29]
- Скорость сваливания: 160 км/ч
- Практическая дальность: 1520 км (на 550 м)
- Перегоночная дальность: 3700 км (с ПТБ)
- Практический потолок: 12 741 м
- Скороподъёмность: 17,7 м/с
- Нагрузка на крыло: 212 кг/м²
- Тяговооружённость: 238 Вт/кг
- Длина разбега: 396 м
- Аэродинамическое качество: 14,6

Вооружение
- Стрелково-пушечное: 6 × 12,7 мм пулемётов M2 в крыле, ближние к фюзеляжу по 400 патр., остальные по 270 патр.
- Неуправляемые ракеты:  
  - 6 × ракет M8 в трубчатых направляющих M10 или M14 или M15
  - 10 × 127 мм ракет HVAR (вместе с ПТБ — 6 ракет)
- Бомбы: 2 × до 454 кг под крылом

## Эксплуатанты

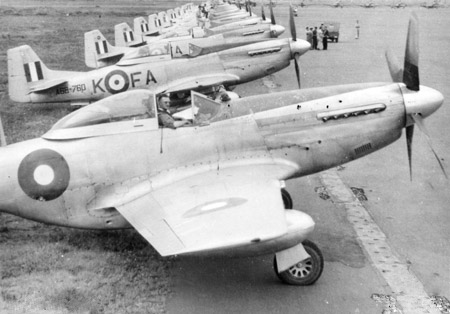
P-51D из 82-й эскадрильи ВВС Австралии, входившей в состав Оккупационных Сил Британского Содружества, на аэродроме Бофу, Япония, 1947 год

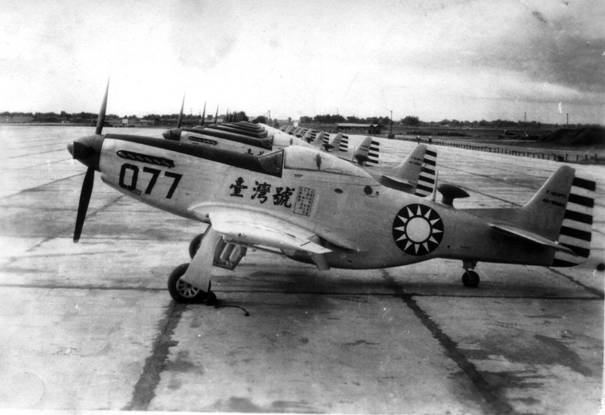
P-51 ВВС Республики Китай, 1953 год

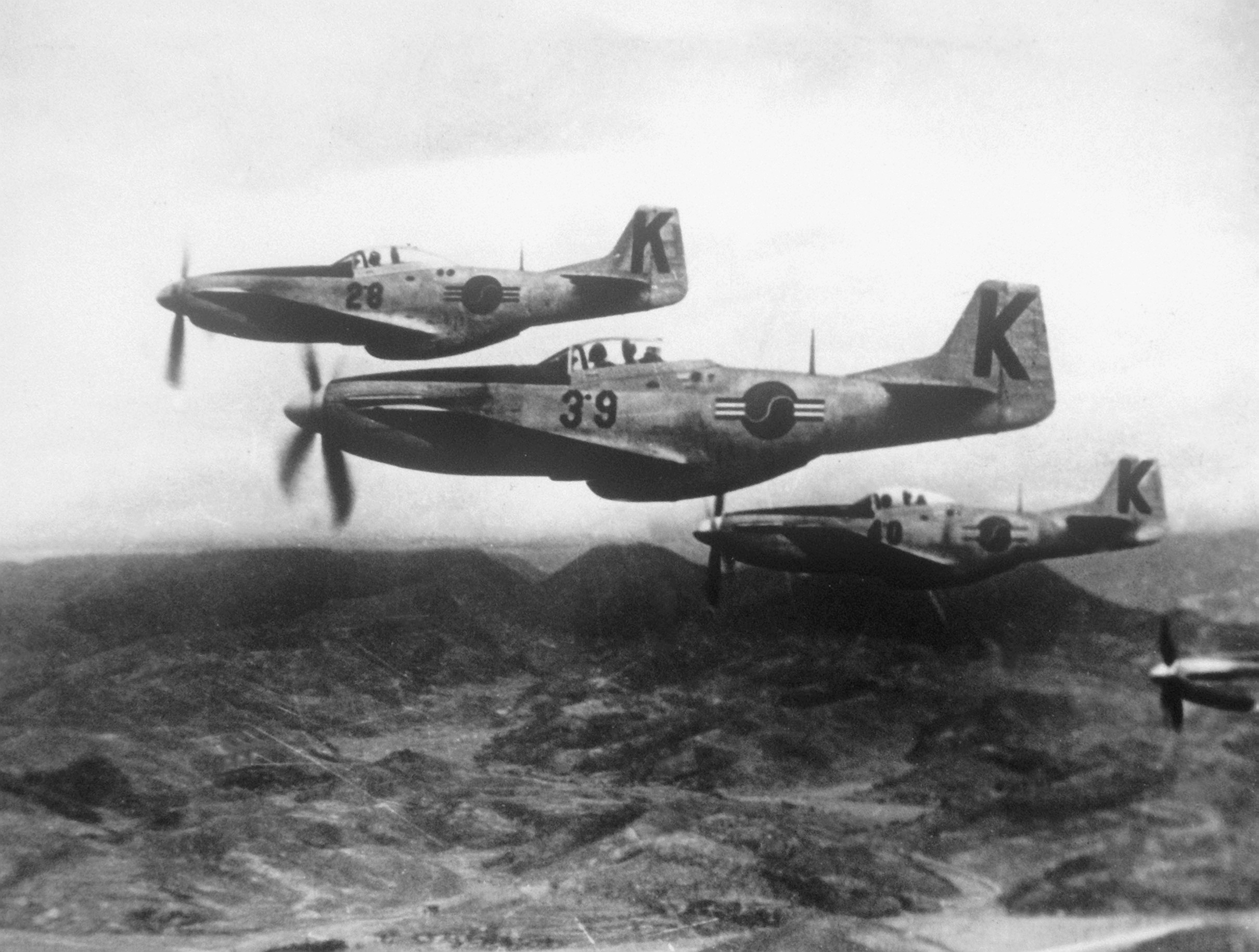
F-51D ВВС Южной Кореи

США
- Военно-воздушные силы Армии США
- ВВС Армии США[англ.]:
- Национальная гвардия США

 Великобритания
- Королевские ВВС Великобритании

 Канада
- Королевские ВВС Канады: 5 эскадрилий в период Второй мировой войны (400, 414, и 430 — Mk I; 441 и 442 — Mk III и IVA). После войны приобретено 150 P-51D, служивших в двух обычных (416 «Lynx» и 417 «City of Windsor») и шести вспомогательных истребительных эскадрильях (402 «City of Winnipeg», 403 «City of Calgary», 420 «City of London», 424 «City of Hamilton», 442 «City of Vancouver» и 443 «City of New Westminster»). В 1956 году они уже считались устаревшими, но некоторые машины из числа спецмодификаций служили до начала 1960-х гг.

 Австралия
- ВВС Австралии:

 Новая Зеландия
- Королевские ВВС Новой Зеландии: было заказано 370 самолётов (в дополнение к имевшимся F4U); с первыми поставками получено 30 P-51D, затем ещё 137 P-51D и 203 P-51M, заказ на остальные был отменён. В 1951 году по-прежнему хранившиеся в заводской упаковке самолёты из первой партии поступили на вооружение эскадрилий № 1-4 Территориальных ВВС, где находились до августа 1955 года, когда были списаны из-за проблем с шасси и коррозией системы охлаждения. 4 самолёта продолжали служить в качестве буксировщиков мишеней до расформирования TAF в 1957 году. Новозеландские пилоты также летали на «Мустангах» из состава британских ВВС и по крайней мере один пилот имел на своём счету сбитых противников.

 Южно-Африканский Союз
- ВВС ЮАС:

 Польша
- ВВС Польши: начиная с июня 1942 года, когда Mustang Mk I получила 309-я «Ziemi Czerwieńskiej» эскадрилья, далее модификацией Mk III были последовательно оснащены 316-я «Warszawski» 306-я «Toruński», 315-я «Dębliński» эскадрильи, входившие в состав британских Королевских ВВС; 309-я в октябре 1944 года также была перевооружена на Mk III. Кроме того, в 1945 году 20 самолётов Mk IV/Mk IVA были переданы 303-й эскадрилье «Kościuszko». После войны эти эскадрильи были расформированы, их авиатехника возвращена Британии, а затем и США.

 Франция
- ВВС Франции: в конце 1944 года пилоты ВВС Франции начали переход на разведывательные модификации «Мустангов». В январе 1945 года эскадрилья 2/33 получила первые F-6C и F-6D; они служили до замены на реактивные самолёты в начале 1950-х гг.

 СССР
- ВВС СССР: 10 машин ранних типов испытывались в НИИ ВВС

 Германия
- Люфтваффе: Zirkus Rosarius (несколько трофейных машин).

 Китайская Республика
- ВВС Китайской Республики:

 Китай
- ВВС КНР При отступлении правительственных войск на Тайвань, были захвачены 39 P-51.

 Япония
- Один P-51C-11-NT (44-10816, Evalina), с бортовым номером 278 из состава 26-й эскадрильи 51-й истребительной группы, севший на вынужденную посадку на аэродром Сучон 16.01.1945. После ремонта, с нанесенными японскими опознавательными знаками, испытывался в исследовательском центре Фусса (ныне авиабаза Йокота).

 Боливия
- ВВС Боливии: 9 Cavalier F-51D (включая 2 TF-51) получены по программе Peace Condor.

 Гаити
- ВВС Гаити: 4 P-51D служили в начале 1950-х, последний списан в 1973—1974 и продан на запчасти в Доминиканскую Республику.

 Гватемала
- ВВС Гватемалы: 30 P-51D (с 1954 по начало 1970-х гг).

 Доминиканская Республика
- ВВС Доминиканской Республики: 6 самолётов получено в 1948 году, ещё 44 шведских F-51D куплено в том же году, также имелись поставки из неустановленных источников. Последняя страна, эксплуатировавшая «Мустанги», вплоть до 1984 года. В 1988 году последние 10 самолётов проданы американским коллекционерам.

 Нидерланды
- ВВС Нидерландов: 40 самолётов P-51D получили ВВС Голландской Восточной Индии, применявшие их во время Войны за независимость Индонезии; по окончании конфликта несколько машин из их состава досталось Индонезии.

 Индонезия
- ВВС Индонезии: несколько P-51D оставлены покидавшими бывшую колонию войсками Нидерландов, применялись против войск Британского Содружества во время конфликта с Малайзией. Также имелись 6 Cavalier II (без крыльевых баков), поставленные 1972—1973 гг (заменены в 1976 году).

 Израиль
- ВВС Израиля: несколько самолётов были нелегально доставлены в страну, применялись в войне 1947-49 гг, ещё несколько позже получены из Швеции. В конце 1950-х гг заменены реактивными самолётами.

 Италия
- ВВС Италии: после войны получены 173 P-51D, служившие в 2, 3, 4, 5, 6 и 51-м Stormo; летом 1968 года их начали выводить из боевых частей.

 Коста-Рика
- ВВС Коста-Рики: 4 P-51D (1955—1964 гг).

 Куба;
- Авиационный корпус армии Кубы: в ноябре 1958 года три P-51D с американской гражданской регистрацией нелегально перелетели из Майами на Кубу, чтобы содействовать местным повстанцам, возглавляемым Фиделем Кастро; один из самолётов был повреждён, ни он, ни остальные не применялись. После победы революции в январе 1959 года они были включены в состав ВВС, но из-за американских санкция и недостатка запчастей, так и не были отремонтированы. Во время высадки в Заливе Свиней два относительно целых «Мустанга» находились в Кампо-Колумбия и Сантьяго и вылетов не производили. После неудавшегося вторжения они были выставлены на обозрение вместе с другими символами «революционной борьбы», а один находится в гаванском Museo del Aire.

 Никарагуа
- ВВС Никарагуа: 26 P-51D куплены в Швеции в 1954 году; позже ещё 30 таких же самолётов получено из США, кроме них в ВВС поступили ещё 2 TF-51. Все списаны к 1964 году.

 Сальвадор
- ВВС Сальвадора: были закуплены 5 Cavalier Mustang II (и один учебный Cavalier TF-51), также имелись 7 P-51D, служили до «Футбольной войны» 1969 года против Гондураса (последнее боевое применение «Мустанга»), один (FAS-404) был сбит самолётом F4U-5 Corsair, пилотируемым капитаном Фернандо Сото, таким образом, этот бой стал последним поединком поршневых самолётов.

 Сомали
- ВВС Сомали: в послевоенные годы имелось 8 P-51D.

 Филиппины
- ВВС Филиппин: 103 P-51D получены после войны, служили до замены на F-86 в конце 1950-х гг. Первый самолёт национальной пилотажной группы Blue Diamonds.

 Швейцария
- ВВС Швейцарии: несколько P-51, принуждённых к посадке во время Второй мировой войны. После войны куплено ещё 130 самолётов (по 4000 долларов за штуку), служивших до 1958 года.

 Швеция
- ВВС Швеции: имелось 4 интернированных самолёта (2 P-51B и 2 ранних P-51D), в дополнение к которым в феврале 1945 года были приобретены 50 P-51D, полученных в апреле того же года и служивших в Уппландском авиакрыле в качестве перехватчиков под обозначением J 26. В начале 1946 года, в Емтландское авиакрыло (F 4) поступили следующие 90 P-51D. И, наконец, ещё 21 «Мустанг» был куплен в 1948 году. Всего в ВВС Швеции к концу 1940-х гг служили 161 J 26. Около 12 из них были модифицированы для фоторазведки (S 26) и в 1946-47 гг участвовали в шпионской фотосъёмке советских укреплений на Балтике. Позже около 1950 года J 26 были заменены на реактивные De Havilland Vampire, а S 26 — на S 29C (Saab 29 Tunnan).

 Уругвай
- ВВС Уругвая: 25 P-51D использовались в 1950—1960 гг, после чего проданы Боливии.

 Республика Корея
- ВВС Республики Корея: после начала Корейской войны было поставлено 10 F-51D, затем ещё некоторое количество из США и ЮАР, до перехода на F-86. Несколько самолётов до 1954 года служили в пилотажной группе «Чёрные Орлы».

## В компьютерных играх

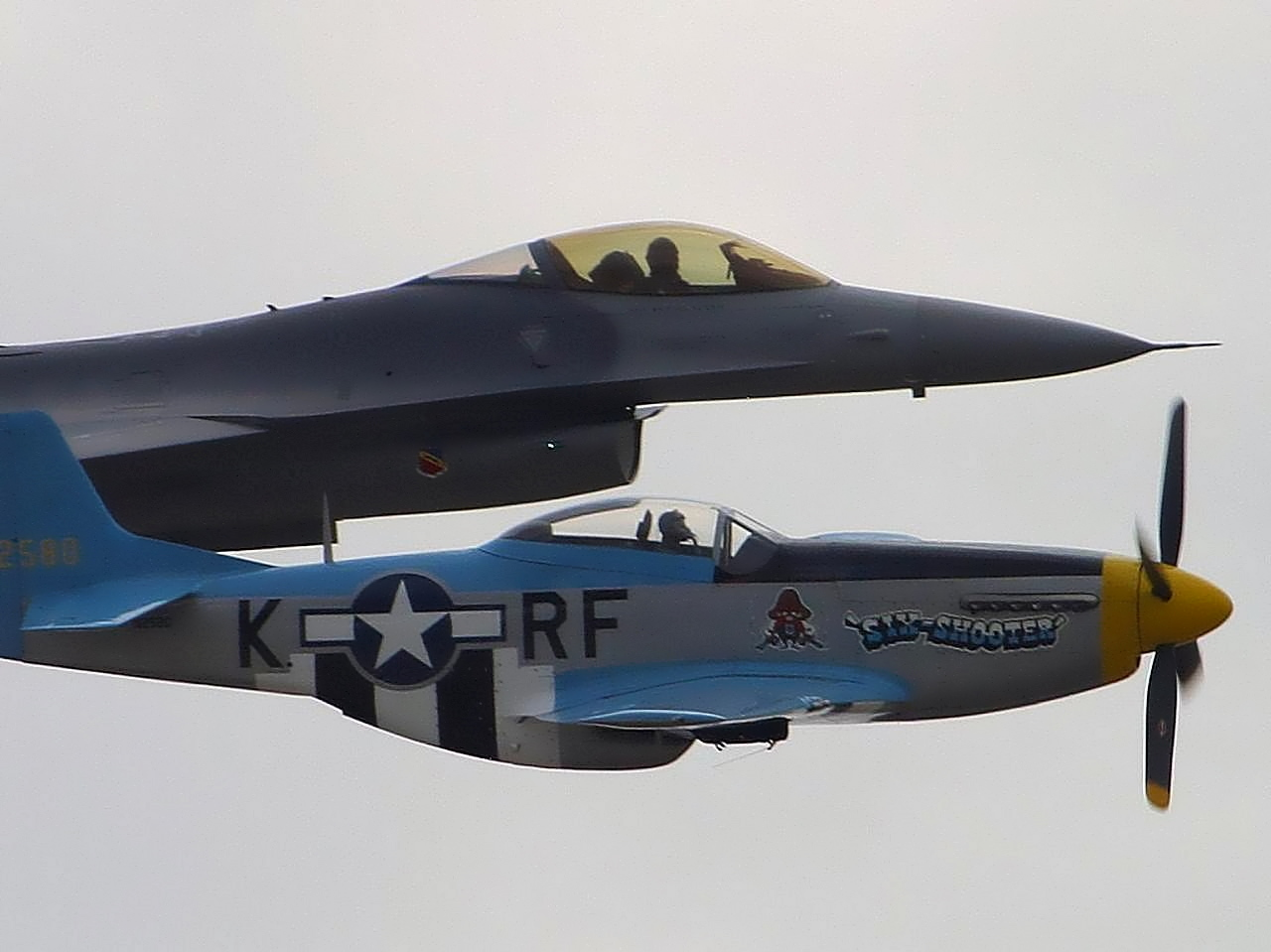
P-51 Mustang и F-16 в полёте

- Наиболее проработанный Мустанг с полностью функциональной кабиной можно увидеть в Digital Combat Simulator, более простые реализации самолёта в серии игр «Ил-2 штурмовик» и Strike Fighters 2 Israel.
- В игре «War Thunder» имеется возможность исследовать и приобрести этот истребитель.
- В игре «Simple Planes» один из изначально доступных самолётов.
- Один из истребителей американской 8-й воздушной армии в игре «Secret Weapon of the Luftwaffe».
- Также присутствует в различных модификациях в игре «War Wings».
- В игре «Grand Theft Auto: San Andreas» этот самолёт известен под названием «Rustler».
- В игре «Grand Theft Auto Online» этот самолёт известен под названием «P-45 Nokota».
- В игре «Call of Duty 2» этот самолёт встречается в американской кампании.
- В игре Microsoft Flight Simulator X можно полетать на нём в дополнении Acceleration.
- В игре Men of War: Assault Squad 2 — при прохождении одиночных миссий за американскую сторону можно вызвать авиаудар, который будет нанесён именно этим самолётом. Также в миссии из DLC «Iron Fist» также за американскую сторону в конце задания появляются 2 P-51
- В бесплатном шутере Enlisted можно летать на «P-51 D5» за американскую сторону.

## Сохранившиеся экземпляры
На территории России P-51 можно увидеть в Музейном комплексе УГМК (Свердловская область, г. Верхняя Пышма).